# Mieczysław Sąsiadek
Mieczysław Kazimierz Sąsiadek (ur. 6 grudnia 1905 w Krośnie, zm. 10 października 1973 w Warszawie) – polski inżynier mechanik i wykładowca akademicki, specjalista miernictwa oraz eksploatacji maszyn i urządzeń cieplnych.

## Życiorys
W latach 1924–1930 studiował na Wydziale Mechanicznym Politechniki Lwowskiej, a potem pracował w Katedrze Obróbki Metali tej uczelni, po tym jak w latach 1930–1931 odbył praktykę w Belgii, Danii, Francji, Niemczech i Szwecji. Od 1931 do 1933 r. był profesorem w Państwowej Wyższej Szkole Budowy Maszyn i Elektrotechniki w Poznaniu, a w latach 1933–1939 asystentem w Zakładzie Fizyki Uniwersytetu Poznańskiego.
W 1939 złożył na Politechnice Warszawskiej pracę doktorską, ale ostatecznie obronił ją po wojnie na Wydziale Mechanicznym Politechniki Śląskiej w Krakowie. Jego obrona i promocja doktorska odbyła się 30 października 1945 r. i była pierwszą na Politechnice Śląskiej. W roku 1945/1946 był zastępcą profesora i kierownika katedry Mechaniki i Wytrzymałości Materiałów na Wydziale Inżynieryjno-Budowlanym. W tym samym 1945 r. został także zastępcą profesora na Uniwersytecie i Politechnice we Wrocławiu, gdzie zorganizował Katedrę Pomiarów Maszyn i był jej kierownikiem. W 1946 r. został mianowany profesorem nadzwyczajnym, a trzy lata później otrzymał tytuł profesora zwyczajnego. Od 1951 r. pracował na oddzielonej od uniwersytetu Politechnice Wrocławskiej. Był twórcą Wydziału Mechaniczno-Energetycznego Politechniki Wrocławskiej i w latach 1956–1958 oraz 1963–1968 pełnił funkcję jego dziekana, a od 1968 r. objął posadę dyrektora Instytutu Miernictwa, Automatyzacji i Budowy Urządzeń Termoenergetycznych, który zorganizował od podstaw.
Specjalizował się w miernictwie procesów cieplnych, eksploatacji maszyn i urządzeń termoenergetycznych oraz wybuchowości materiałów. Wypromował 12 doktorów, w tym ośmiu późniejszych profesorów Politechniki Wrocławskiej.
W 1954 r. współtworzył Katedrę Elementów Maszyn na Wydziale Inżynieryjno-Ekonomicznym Przemysłu Rolno-Spożywczego Akademii Ekonomicznej we Wrocławiu. Ponadto od 9 sierpnia 1946 r. był wiceprezesem zarządu I kadencji dolnośląskiego oddziału Stowarzyszenia Inżynierów i Techników Mechaników Polskich, ale już 6 sierpnia następnego roku objął funkcję prezesa po służbowym przeniesieniu prezesa Mikołaja Gutowskiego do Gdańska i sprawował funkcję do 1948 r.
Zmarł w 1973 r. Pochowany na Cmentarzu św. Wawrzyńca we Wrocławiu. W 2004 r. senat Politechniki Wrocławskiego nazwał jego imieniem budynek, który mieścił początkowo Katedrę Pomiarów Maszyn.

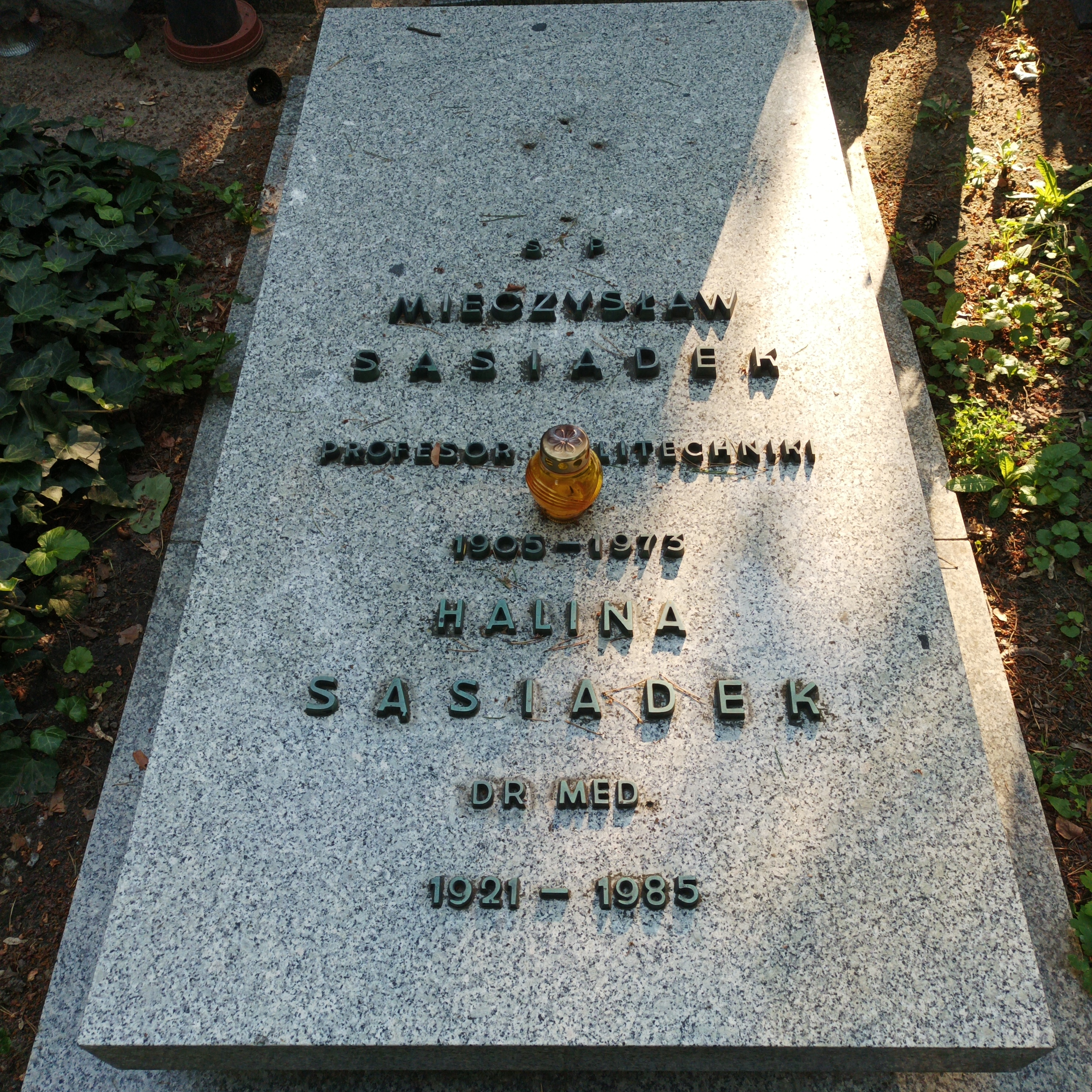
Grób prof. Mieczysława Sąsiadka na Cmentarzu św. Wawrzyńca we Wrocławiu